# Попереднє викрадення облікового запису
Попереднє викрадення облікового запису — це клас зловмисного впливу, пов'язаний з онлайн-сервісами. Вони включають в себе прогнозування, що користувач підпишеться на онлайн-сервіс, і реєстрацію на сервіс від його імені, а потім захоплення його облікового запису, коли він спробує зареєструватися самостійно. Атака базується на плутанині між обліковими записами, створеними за допомогою федеративних ідентифікаційних служб, і обліковими записами, створеними за допомогою електронних адрес і паролів, а також на невдачі служб правильно вирішити цю плутанину.
Попереднє викрадення вперше було ідентифіковано як клас вразливостей у 2022 році на основі дослідження, профінансованого Центром реагування на безпеку Microsoft.
З-поміж 75 опитаних онлайн-сервісів 35 виявились вразливими до різних форм цієї атаки. До вразливих сервісів відносяться Dropbox, Instagram, LinkedIn, WordPress та Zoom. Інформацію про вразливість було повідомлено всім постачальникам послуг до публікації статті.